# Stanislaw Konjuchow
Stanislaw Mykolajowytsch Konjuchow (russisch Станислав Николаевич Конюхов Stanislaw Nikolajewitsch Konjuchow, ukrainisch Станіслав Миколайович Конюхов; * 12. April 1937 im Dorf Bekrenewo, Oblast Wologda; † 3. April 2011 in Dnipropetrowsk) war ein sowjetisch-ukrainischer Raketeningenieur und Hochschullehrer.

## Leben
Stanislaw Konjuchow wuchs in Dnepropetrowsk auf und studierte an der physikalisch-technischen Fakultät der Universität Dnepropetrowsk mit Abschluss 1959.
Nach dem Studium arbeitete Konjuchow im Konstruktionsbüro KB Juschnoje für Raketenentwicklung. Er lieferte wichtige Beiträge zur Entwicklung der Raketen RT-23 und R-36. Er leitete die Weiterentwicklungen, die zu den Raketen Dnepr, Zyklon und Zenit führten. 1991 wurde er dort Generalkonstrukteur als Nachfolger Wladimir Fjodorowitsch Utkins und 1995 Generaldirektor (bis 2010).
1987 wurde Konjuchow zum Doktor der technischen Wissenschaften promoviert. 1987–1992 leitete er den Lehrstuhl für System-Projektierung des Moskauer Instituts für Qualifizierungssteigerung des Ministeriums für Allgemeinen Maschinenbau der UdSSR. 1991 wurde er zum Professor ernannt.
1992 wurde Konjuchow Mitglied der Nationalen Akademie der Wissenschaften der Ukraine und im selben Jahr Mitglied der International Academy of Engineering in Moskau sowie 1994 Mitglied der Russischen Ziolkowski-Akademie der Kosmonauten. 1995 wurde er Leiter des Lehrstuhls für Projektierung von Flugkörpern der Nationalen Mykola-Schukowskyj-Universität für Luft- und Raumfahrt in Charkiw. 1996 wurde er Mitglied des Rats für Fragen der Wissenschafts- und Technikpolitik beim Präsidenten der Ukraine und Mitglied der New York Academy of Sciences. 2000 wurde er Mitglied des Komitees für den Staatspreis der Ukraine.
Im Oktober 2004 wurde Konjuchow Vizepräsident der International Academy of Astronautics, dessen Mitglied er seit 1997 war. Er war parteilos und wurde 2006 Abgeordnetenkandidat der Partei der patriotischen Kräfte der Ukraine.
Konjuchow starb plötzlichen an einer Lungenentzündung und wurde an der Heldenallee des Saporoscher Friedhofs in Dnipropetrowsk begraben.

## Ehrungen, Preise
- Staatspreis der UdSSR (1977)[2]
- Orden des Roten Banners der Arbeit (1982)[2]
- Jangel-Preis der Nationalen Akademie der Wissenschaften der Ukraine (1991)
- Verdienter Maschinenbauer der Ukraine (1993)[2]
- Ehrenzeichen des Präsidenten der Ukraine (1994)
- Orden der Freundschaft (1997)[3]
- Verdienstorden der Ukraine II. Klasse (1997), I. Klasse (2007)[2]
- Staatspreis der Ukraine im Bereich Wissenschaft und Technik (2001)[2]
- Preis der Regierung der Russischen Föderation im Bereich Wissenschaft und Technik (2001)
- Utkin-Goldmedaille (2003)
- Held der Ukraine mit Staatsorden (2004)[4]
- Russischer Orden der Ehre (2004)[2]
- Dank des Präsidenten der Russischen Föderation (2008)[5]
- Orden des Fürsten Jaroslaw des Weisen V. Klasse (2009)[2]
- Ehrenbürger der Stadt Dnipropetrowsk[2]